# Нижньокамськ
Нижньока́мськ (рос. Нижнекамск, тат. Түбəн Кама, Tübən Kama) — місто в Росії, третє за чисельністю населення місто Татарстану, адміністративний центр Нижньокамського району, найбільший у Росії центр нафтохімічної промисловості. Тільки за один день у Нижньокамську випускається: 226 тонн полістиролу, 30 тис. шин, 3 тис. тонн прямогонного бензину, 290 тонн технічного вуглецю.
Місто розташоване на річці Кама на її лівому березі, біля місця впадіння в неї річки Зай, за 2 км від річкового порту, за 35 км від залізничної станції Кругле поле (лінія Агриз-Акбаш). Відстань до Набережних Челнів — 35 км, до Казані — 236 км. Площа — 61,0 км².
За 21 км від Нижньокамська розташований міжнародний аеропорт «Бегишево».
Населення — 227,2 тис. жителів (2010); у тому числі татари (46,5 %), росіяни (46,1 %), чуваші (3,0 %), українці (1,0 %), башкири (1,0 %) (1989).
Мер міста — Айдар Раїсович Метшин.

## Клімат
| Кліматична характеристика           |               |           |
| Середня температура                 | січня         | −11,1 °C  |
| лютого                              | −10,9 °C      |           |
| березня                             | −5,7 °C       |           |
| квітня                              | 4,4 °C        |           |
| травня                              | 13,4 °C       |           |
| червня                              | 18,7 °C       |           |
| липня                               | 20,4 °C       |           |
| серпня                              | 17,7 °C       |           |
| вересня                             | 12,1 °C       |           |
| жовтня                              | 4,3 °C        |           |
| листопада                           | −4,9 °C       |           |
| грудня                              | −10,3 °C      |           |
| Вологість повітря                   | середньорічна | 69,0 %    |
| Швидкість вітру                     | середньорічна | 3,3 м/сек |
| Джерело: NASA. База даних RETScreen |               |           |

Нижньокамськ розташований у зоні помірно-континентального клімата.
Час льодостава на водоймах міста — листопад, грудень. Час скресання льоду — початок квітня.
- Середньорічна температура — +4 °C
- Середньорічне кількість опадів — 550 мм
- Середньорічна вологість повітря — 72 %
- Середньорічна швидкість вітру — 4 м/с

## Екологія
- В 1982 році Нижньокамськ був офіційно визнаний найзабрудненішим містом СРСР.
- У 2007 році відкрилася станція очищення води
- У цей час місто входить у список найзабрудненіших міст Росії. Триває будівництво нових нафтохімічних заводів.

## Історія
Нижньокамськ — результат масштабної програми промислової забудови території лівобережжя Ками. Він став свого роду експериментальним майданчиком, на якому спрацьовувалися традиційні прийоми планування й забудови міст.
Чітке функціональне зонування території міста помітно з того, як житлові райони міста відділені від промислової зони хімкомбінату. Промзона розташована на відстані в кілька кілометрів від міських мікрорайонів.

## Уродженці
- Якимов Богдан Петрович (* 1994) — російський хокеїст, центральний нападник.